# Gaja (Indie)
Gaja (hindsky गया) je město v Biháru, jednom ze svazových států Indie. K roku 2011 v něm žilo přibližně 470 tisíc obyvatel a bylo správním střediskem svého okresu.

## Poloha
Gaja leží na jižním okraji nížiny Gangy přibližně sto kilometrů jižně od na Ganze ležící Patny, která je hlavním městem Biháru.

## Obyvatelstvo
K roku 2011 měla Gaja přibližně 474 tisíc obyvatel, což bylo o přibližně 85 tisíc více než v roce 1991. Většina 79,5 % obyvatel vyznává hinduismus, zhruba 18,5 % islám a výrazně menšinově zastoupená náboženství jsou sikhismus, buddhismus, džinismus a křesťanství.